# Congrès de Bourg-en-Bresse
Le congrès de Bourg-en-Bresse est le 64e congrès ordinaire organisé par le Parti socialiste du 28 au 30 octobre 1983.

## Contexte
Le congrès de Bourg-en-Bresse intervient quelques mois après le tournant de la rigueur opéré par le troisième gouvernement Mauroy sous l'impulsion de Jacques Delors, ministre de l'Économie.
Ce changement de politique provoque la démission de Jean-Pierre Chevènement du gouvernement et son courant (CERES) se place alors dans la minorité du parti.

## Listes des contributions générales déposées
La phase des contributions générales et thématiques précède celle des motions. Elle permet de faire valoir des idées de groupe qui se rassemblent lors de celles des motions, beaucoup moins nombreuses. 
Six contributions nationales sont déposées :
- Pour un congrès de la réussite : présentée par Lionel Jospin, Claude Estier, Bertrand Delanoë, Pierre Joxe, Louis Mermaz (mitterrandistes), Jean Poperen et Jean-Marc Ayrault (poperenistes).
- Consolider le pouvoir et maîtriser l'avenir : présentée par les rocardiens (Gérard Fuchs, Dominique Taddei, Louis Le Pensec, Claude Évin).
- Une politique économique pour résister et reconquérir : présentée par le CERES (Georges Sarre, Pierre Carassus, Michel Charzat, Didier Motchane).
- Agir pour le changement : présentée par les mauroyistes (Jean Le Garrec, Daniel Percheron, Christian Pierret).
- Du bon usage de la rigueur pour retrouver l'initiative politique : présentée par Marie-Noëlle Lienemann, Alain Richard, Jean-Pierre Worms.
- Le Parti de la réussite : également présentée par le CERES (Georges Sarre, Pierre Carassus, Michel Charzat, Didier Motchane).

## Listes des motions déposées
La phase des motions est celles des textes finalement mis au vote des militants, après synthèse de contributions. 
Trois motions sont déposées :
- Motion 1 - « Pour réussir le changement » déposée par Lionel Jospin, soutenue par les contributions des rocardiens et des mauroyistes.
- Motion 2 - « Réussir ensemble » déposée par Jean-Pierre Chevènement et le CERES.
- Motion 3 - « Retrouver l'initiative politique par un bon usage de la rigueur » déposée par Marie-Noëlle Lienemann (rocardiens dissidents).

## Congrès
Les débats portent sur la politique économique suivie par le gouvernement depuis 1982 et surtout depuis mars 1983 : continuité, inflexion ou rupture par rapport à 1981 et au projet socialiste rédigé en 1980 ? Le CERES se bat pour une « autre politique » alors qu'Alain Richard et ses amis rocardiens dissidents tentent de théoriser le virage de la rigueur (« du bon usage de la rigueur »).
Résultats des votes des motions :
- Motion 1 (Lionel Jospin - Jean Poperen) : 5 750 mandats (77,2 %)
- Motion 2 (Jean-Pierre Chevènement, CERES) : 1 349 mandats (18,1 %)
- Motion 3 (Marie-Noëlle Lienemann - Alain Richard) : 349 mandats (4,7 %)

Le débat se termine par une synthèse générale et le parti apporte son soutien résolu à la politique du gouvernement de Pierre Mauroy. À la fin du congrès, le Premier ministre annonce les lois sur l'enseignement privé et sur les concentrations dans la presse.

## Composition de la nouvelle direction

### Comité directeur
Le comité directeur exécute et fait exécuter la motion d'orientation majoritairement adoptée par le congrès. Il constitue en quelque sorte le parlement interne du parti, car il est le reflet direct de la réalité des sensibilités et des courants du PS. À l'issue de ce congrès, il est composé de 131 membres :
- 109 représentants de la motion 1 (Jospin - Rocard - Mauroy - Poperen)
- 22 représentants de la motion 2 (CERES)
- 5 représentants de la motion 3 (Lienemann)

Le nouveau comité directeur présidé par Claude Estier désigne les membres du Bureau exécutif et du Secrétariat national.

### Bureau exécutif
Le bureau exécutif assure l'administration et la direction du parti dans le cadre des attributions que lui délègue le comité directeur. Ses membres sont désignés selon les mêmes procédures que les membres du comité directeur :
- 21 membres issus de la motion 1, répartis selon les différents courants :
  - 12 « mitterrandistes » : Lionel Jospin, Jean-Paul Bachy, Marcel Debarge, Bertrand Delanoë, Jacques Huntzinger, Pierre Joxe, André Laignel, Louis Mermaz, Véronique Neiertz, Michel Pezet, Jean Pronteau et Françoise Seligmann ;
  - 4 « mauroyistes » : Guy Allouche, Martine Buron, Roger Fajardie et Daniel Percheron ;
  - 3 « rocardiens » : Robert Chapuis, Michel de La Fournière et Louis Le Pensec ;
  - 2 « poperénistes » : Jean Poperen et Christiane Mora.
- 5 membres issus de la motion 2 : Nicole Bricq, Pierre Carassus, Michel Charzat, Didier Motchane et Georges Sarre.
- 1 membre issue de la motion 3 : Marie-Noëlle Lienemann

### Secrétariat national
Les membres du secrétariat national sont élus par le comité directeur sur proposition du premier secrétaire. Ils ont la charge de la mise en œuvre des décisions prises par le comité directeur et le bureau exécutif. Le secrétariat national, assure ainsi la gestion du parti.
- Premier secrétaire : Lionel Jospin
- Secrétaire national à la coordination chargé des élections : Jean Poperen
- Secrétaire national aux entreprises : Jean-Paul Bachy
- Secrétaire nationale aux luttes des Femmes : Martine Buron
- Secrétaire national au secteur public et aux nationalisations : Michel Charzat
- Secrétaire national aux relations extérieures : Marcel Debarge
- Secrétaire national aux fédérations, à l'organisation et au contentieux : Bertrand Delanoë
- Secrétaire national aux droits de l'Homme et aux libertés : Michel de La Fournière
- Secrétaire national aux relations internationales :  Jacques Huntzinger
- Secrétaire nationale à l'information et propagande : Christiane Mora
- Secrétaire national à la formation : Didier Motchane
- Secrétaire national à l'urbanisme, à l'environnement et au cadre de vie : Michel Pezet
- Secrétaire national aux études : Jean Pronteau
- Secrétaire national aux collectivités locales : Georges Sarre
- Secrétaire nationale à l'information des militants : Françoise Seligmann
- Trésorier : André Laignel